# 中山圖書館 (鼓浪嶼)
中山圖書館是中华人民共和国福建省厦门市的一間圖書館。创办于民国十四年（1925年），現隸屬於廈門市圖書館。

## 歷史
民国13年（1923年）初，李汉青、叶青泉在徐卓然等倡议和赞助下。在鼓浪屿福建路蓝田旅馆旧址（今厦门大学附属第一医院鼓浪屿医院隔邻）设立鼓浪屿图书馆筹备处（籌備期間兼為福建臨時省黨部），并募集一笔筹备费和一批图书报刊。民国15年（1926年）值北伐军胜利入闽，原北洋军阀驻漳暂编第一师师长张毅在鼓浪屿港仔后74号购来的1座3层楼房被驻厦海军标封，李汉青请求将此楼充为图书馆馆址，在得到海军同意后，经思明县府出示布告，宣布该楼作为永久馆址。为纪念孙中山先生，该馆命名为中山图书馆，于民国17年（1928年）5月5日正式开放。民國十九年（1929年）思明縣黨部指委高峰，縣長楊廷樞強收。民國二十二年（1933年）冬受中央命令交捐資人管理，厦门沦陷后由日本控制，更名为厦门市立鼓浪屿图书馆。民國三十四年（1945年）光复后厦市府接收并改为厦门市立第二图书馆。民國三十六年（1947年）8月交回董事会复名私立中山图书馆。1953年1月由于经费无着由厦门市人民政府接办，成为厦门市图书馆分馆，对外仍称中山圖書館。1963年3月迁入现址中华路4号（原海关俱乐部）。

## 開放時間
- 星期一至星期四：上午8:30至下午7:00
- 星期五：上午8:30至12:00，下午闭馆
- 周末、法定節日與公眾假期：上午8:30至下午7:00